# Акција 88 садница
Акција „88 садница за друга Тита“ је назив за више акција покренутих после смрти Јосипа Броза Тита, чија је функција била трајно чувања „имена и лика“ Јосипа Броза, али и смиривања страха код широких народних маса – шта ће се десити после Титове смрти.
Политичари су се утркивали у изјавама „да нема скретања са Титовог пута“, ко ће више пута поменути Титово име, ношени су беџеви са Титовим сликама, значке са факсимилом потписа Јосипа Броза.
Као последица, годинама негованог „Култа личности“, неко се сетио да, пошто је Тито живео 88 година, крене у садњу по 88 стабала у спомен на његових 88 година живота. Акција је прихваћена са одушевљењем и ускоро се по принципу „где год нађеш згодно место, ти дрво посади!“ кренуло са сађењем 88 садница по парковима, улицама, фабричким двориштима... Због незнања, ошљарења и сл. већина тих стабала се није примила...
Акција „88 стабала за друга Тита” почела је 1. априла 1981. Било је предвиђено да „грађани, омладинци, војници, радници” у свакој месној заједници засаде 88 стабала као „израз љубави и поштовања према имену и делу друга Тита”, а што је требало и да допринесе „унапређивању и заштити животне средине”. У МЗ „4. јул”, испред Титовог меморијалног центра, сађене су брезе.
Једна од таквих успешнијих акција је, 1983. године, спроведена у центру Београда – конкретно улице Цетињска, Хиландарска и Ђуре Даничића, а спомен плоча постоји и данас у улици Цетињској (Слика десно).
У Ријеци је у склопу акције „88 садница“ између 1982. и 1985. године посађено чак 88.000 садница.
Идеја о 88 садница остварила се и у иностранству: радници београдских предузећа „Трудбеник и Ратко Митровић“ и њихове колеге из ријечког „Приморја“ и сплитског „Ивана Лавчевића“ засадили су 88 палми у Ираку, где су тада радила многа југословенска предузећа.

## Галерија
- 88 стабала на Вождовцу
- 88 стабала у парку у Травном, Загреб
- 88 јавора у Кумровцу
- 88 јавора у Кумровцу
- 88 стабала у Бањи Јунаковић